# Pedro Carvajal Urquijo
Pedro Carvajal y Urquijo (Madrid 1944), és un guionista, productor, director de cinema i documentalista espanyol.

## Biografia
Fill del comte de Fontanar (Francisco de Borja de Carvajal i Xifré), però ideològicament socialista, Pedro Carvajal es va llicenciar en Filosofia per la Universitat Complutense i és titulat de la Escola Oficial de Cinema.
Es va formar teatralment amb William Layton, amb qui va col·laborar estretament en les activitats del Teatro Experimental Independiente (TEI) i la gestió del Pequeño Teatro Magallanes, a Madrid, on en l'última etapa del franquisme es van donar a conèixer molts autors contemporanis vetats per la dictadura. Ha dirigit obres teatrals com: Teresa de Ávila de Fernando Rodríguez Méndez i el Valentín de Gil Albert.
Va iniciar la seva activitat cinematogràfica en 1971 com a productor i guionista amb l'adaptació de Flor de santidad de Valle Inclán, dirigida per Adolfo Marsillach. AA partir de llavors ha treballat com a productor, guionista, ajudant de direcció i director artístic en diferents llargmetratges: Cambio de sexo i Clara es el precio de Vicente Aranda, El puente de Juan Antonio Bardem, Perro de alambre de Manuel Caño, Memorias de Leticia Valle de Miguel Ángel Rivas (sobre la novel·la de Rosa Chacel), Ensaimadas y diamantes de Juan Solivella i Manuel y Clemente de Javier Palmero.
En el camp de la distribució cinematogràfica és un dels promotors d’Arte 7 que va possibilitar realitzacions tan característiques del període de la Transició, com Asignatura pendiente de José Luis Garci, Ópera prima de Fernando Trueba i Tigres de papel de Fernando Colomo.
En televisió, treballa com a redactor en el programa La Semana, que dirigeix Francisco García Novell. Durant 1994-95 treballa per a Antena 3 Televisión com a assessor de guions de sèries televisives i de llargmetratges.
Com a director i guionista de llargmetratges dramàtics ha realitzat: Martes de Carnaval (1991) i El baile de las ánimas (1993), que aborden el tema de la mort des de la cultura gallega, on la frontera entre la vida i la mort és molt subtil. Formen part d'una trilogia la tercera pel·lícula de la qual està fins i tot pendent. Sabor latino (1996) i Cuba (2000) se centren en Iberoamèrica; la primera sobre els cascos blaus espanyols en una república centreamericana i la segona sobre el moment de la independència de l'illa del Carib.

## Labor com a documentalista
Com a documentalista ha tocat diferents camps:
L'històric amb Galiza (1985) sobre la història de Galícia a través de la pedra.

El religiós amb Como lámpara encendida (2003), entorn de la vida del jesuïta José María Rubio.

El d'autors espanyols contemporanis: El tiempo de Neville (1991) en la faceta més desconeguda de Edgar Neville com a director de cinema i La pájara pinta (2003) sobre el jove poeta Rafael Alberti, abans de partir a l'exili.

El de temàtica Xina amb Yangtzé, la nueva China y el viejo río(1997) - guió de Pedro Molina Temboury -, el llegat de l’emperador Amarillo (1998) sobre la filosofia taoista i la medicina tradicional xinesa - guió de Pedro Molina Temboury -, i Shanghai y la nueva vía china (2001).

El social amb La mujer gitana (1999) sobre la formació de les joves gitanes per a aconseguir una major autonomia. Madrid Sur: Ciudades no gueto (2007) entorn de la realitat actual de l'àrea metropolitana del Sud de Madrid.

Ha col·laborat en la recuperació de la memòria històrica, per a la Fundació Pablo Iglesias; Pasión por la libertad (2001) entorn de la vida i l'època del fundador del socialisme espanyol, Pablo Iglesias. Exilio (2002) sobre l'odissea del mig milió dels republicans espanyols que van haver de sortir a l'exili després de la Guerra Civil 

Más de cien años (2005) la història del socialisme espanyol i Juan Negrín: ¡Resistir es vencer! (2006).

El 2007 ha realitzat per la Fundació Francisco Largo Caballero Historia, Memoria y Futuro, Nicolás Redondo, 1927-2007, sobre el que va ser el líder de la UGT durant més de vint anys.
 En l'actualitat està acabant un llargmetratge documental, Don Juan de Borbón, conde de Barcelona, obre la figura del pare del rei.
També va participar en 2007 com a jurat en el Festival Internacional de Programes Audiovisuals de Biarritz conegut sota el nom de FIPA en la categoria Grands Reportages et faits de sociétés.

## Obra literària
És també autor dels següents llibres:
- El exilio español (Ed. Planeta, 2002)
- Julián Grimau, la última víctima de la Guerra Civil (Ed. Aguilar, 2003)
- Memoria socialista, 125 años